# 吉井観光バス
吉井観光バス株式会社（よしいかんこうバス）は、岡山県赤磐市に本社を置くバス事業者である。

## 概説
1986年に設立した貸切バス事業者。創業時に日産ディーゼルP-RM81GRを導入した。
2018年6月6日、経営に行き詰まり倒産した。
2023年4月現在、法人としては存続している。

## 乗合バス
- 赤磐市広域路線バスの赤磐・美作線及び赤磐・和気線を受託運行している。詳細は「赤磐市民バス」の項を参照。
- 岡山県内で、自治体[どこ?]のスクールバスや巡回バスの運行を受託している。

## 貸切バス
- 日本で唯一、SL風にデザインされた「SL型観光バス」を1台保有している。[要出典]